# Dodoma (stad)
Dodoma is sinds 1973 de officiële hoofdstad van Tanzania. De stad ligt centraal in het land, ten westen van de voormalige hoofdstad Dar es Salaam. De stad had 180.551 inwoners (1 januari 2005) en in 2021 410.956 inwoners.
Dodoma is tevens hoofdplaats van de gelijknamige regio Dodoma. Het is een agrarisch handelscentrum en spoorwegknooppunt, dat ook over de weg en via rivieren te bereiken is.
Dodoma is in 1907 onder Duitse koloniale heerschappij gesticht. De plannen om de hoofdstad van Tanzania naar Dodoma te verplaatsen werden gemaakt in de jaren zeventig. Het parlement verhuisde in februari 1996 naar de nieuwe hoofdstad, maar veel overheidsdiensten zijn nog te Dar es Salaam gevestigd.
Sinds 1953 is Dodoma de zetel van een rooms-katholiek bisdom en sinds 2014 van een aartsbisdom.

## District
De stad Dodoma is onderdeel van het stedelijke district Dodoma. Het stedelijke district heeft 324.347 inwoners en een oppervlakte van 2576 km². Het district is onderverdeeld in 4 divisies, 30 wards en 42 plaatsen (geregistreerde dorpen).